# Orphans
«Orphans» és una cançó de la banda britànica Coldplay pertanyent a l'àlbum Everyday Life, dins la segona cara anomenada Sunset. Fou publicada el 24 d'octubre de 2019 junt al senzill «Arabesque».
Les lletres tracten el tema dels refugiats i migrants que abandonen el seu país i la seva família però són retinguts en fronteres i camps de refugiats. Fan èmfasi en el punt de vista dels espectadors que veuen imatges i vídeos sobre aquest fet i no empatitzen amb el patiment d'aquestes persones, sense tenir en compte que qualsevol d'ells podria trobar-se en aquesta situació.
L'enregistrament de la cançó es va produir en el darrer moment mentre realitzaven les mescles de l'àlbum. El videoclip es va estrenar l'endemà de la publicació del senzill.

## Llista de cançons
| Núm. | Títol       | Durada |
| ---- | ----------- | ------ |
| 1.   | «Orphans»   | 3:17   |
| 2.   | «Arabesque» | 5:40   |